# نوئل پورسل (ورزشکار)

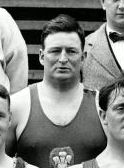
نوئل پورسل - ۱۹۲۰

نوئل پورسل (انگلیسی: Noel Purcell; ۱۴ نوامبر ۱۸۹۱ – ۳۱ ژانویهٔ ۱۹۶۲) بازیکن واترپلو و بازیکن راگبی ۱۵ نفره اهل ایرلند بود.